# Gavino Ledda
Gavino Ledda född 1938 i Siligo, är en italiensk författare.
Ledda var fåraherde på Sardinien och var analfabet fram till 20 års ålder men utbildade sig och undervisade senare i språkvetenskap vid universitetet i Sassari.
Debutromanen Padre, padrone: L'educazione di un pastore gavs ut 1975. Romanen som filmatiserades av Paolo och Vittorio Taviani 1977 beskriver ett våldsamt uppror mot en tyrannisk far i ett arkaiskt bondesamhälle.